# Vireó botxí becnegre
La vireó botxí becnegre (Cyclarhis nigrirostris) és un ocell de la família dels vireònids (Vireonidae).

## Hàbitat i distribució
Habita la selva pluvial i vegetació secundària dels Andes, a Colòmbia i oest i est de l'Equador.